# 天野滋
天野 滋（あまの しげる、1953年5月5日 - 2005年7月1日）は、日本の男性シンガーソングライター、ミュージシャン。
高専時代の同期生である中村貴之・平賀和人の3人で結成したフォークグループ・NSPのメンバーで、ヤマハポピュラーソングコンテスト東北大会グランプリ、全国大会で優秀賞を獲得した。

## 来歴
岩手県一関市出身。吉田拓郎の「結婚しようよ」と井上陽水の「傘がない」に衝撃を受ける。1972年、一関工業高等専門学校在学中にフォークグループ「ニュー・サディスティック・ピンク」を結成。ニュー・サディスティック・ピンクは後にNSPと改名。天野はNSPのリーダー兼ヴォーカルとして活躍。シングル・アルバムを数枚出したあとの1974年に上京。
1976年にアルバム『あまのしげる』でソロデビュー。のちに、2004年3月31日に再発売された。
1986年から一時新生NSPで活動するが、NSPの活動が休止となりソロ活動を開始する。一時天野音彦と名乗るが、その後天野滋に戻る。
自身の楽曲の他、ソロ・デビュー当時のChar（竹中尚人：ギタリスト）に歌詞を提供し、横浜ベイスターズの応援歌「勝利の輝き」の作詞、岩手めんこいテレビやNHK-FM『ポップスステーション』などのテーマソングも担当した。その他、提供楽曲多数。
1992年に服部克久が作曲した『あっぱれさんま大先生』の主題歌「記念樹」の作詞を担当。しかし楽曲が小林亜星作曲の「どこまでも行こう」の盗作であるとして裁判沙汰となり、小林の主張が認められた2002年の2審判決を受けて使用を打ち切られた（→記念樹事件）。
2002年1月、NSPが復活。翌年、山口百恵の未発表曲「東京の空の下あなたは」（天野滋：作詞・作曲）が発掘され、CD-BOX 『MOMOE PREMIUM』に収録。
復活したNSPが精力的に活動を続ける最中の2004年2月、リーダーである天野に大腸癌が見つかり、医師から「早ければ6ヶ月、長くても2年以内」と余命宣告を受ける。しかしこれをファンには公表せずに活動を続けていた。
2005年7月1日午後7時8分、脳内出血のため国立病院機構東京医療センターで死去、享年52。

## 出演番組
- 午後のサウンド（NHK-FM）
- ポップスアベニュー（NHK-FM）
- ポップスステーション（NHK-FM）
- 天野滋のオールナイトニッポン（ニッポン放送）

## 作品

### シングル
1. VISITOR（1988年10月21日）
c/w　ピンクの風

### アルバム
1. あまのしげる（1976年10月25日・2004年3月31日再発）
2. BECAUSE OF YOU（1988年10月21日）

## 提供曲

### あ行
- あっぱれ学園生徒一同
  - 「未来のドア」（作詞）
  - 「授業参観日」（作詞・作曲）
  - 「夏休み 冬休み 春休み」（作詞）
  - 「二人は小学生」（作詞）
  - 「あっぱれ学園応援歌」（作詞）
  - 「秋の運動会」（作詞）
  - 「学芸会のきみ」（作詞）
  - 「記念樹」（作詞）
- 浅香唯
  - 「哀しみの翼」（作曲）
  - 「NIGHT DANCER」（作曲）
- アルル
  - 「背中合わせ」（作詞・作曲）
  - 「近くて遠きは」（作詞・作曲）
  - 「ジェラシー」（作詞・作曲）
  - 「水玉模様の恋」（作詞・作曲）
- 石川ひとみ
  - 「ひとりじめ」（作詞・作曲）
  - 「君は輝いて天使にみえた」（作詞・作曲）
- 伊藤彰
  - 「ロンリー・レイン」（作詞）
  - 「飾らない I LOVE YOU」（作詞）
- 伊藤つかさ
  - 「モーニング・キッチン」（作詞・作曲）
  - 「Bye Bye Oneside Love」（作詞）
- 井上大輔
  - 「14階の窓から」（作詞）
- うしろ髪ひかれ隊
  - 「マーマレードの黄昏」（作詞＜天野音彦名義＞）
- 浦川智子
  - 「北風のピリオド」（作詞・作曲）
- 小野寺昭
  - 「風のように」（作曲）
  - 「たそがれの田園」（作曲）

### か行
- 加藤いづみ
  - 「木枯らしを抱きしめて」（作詞＜加藤いづみと共作＞）
- 金井克子
  - 「ツートンカラー」（作詞・作曲）
  - 「きげんふきげん」（作詞・作曲）
- 河合奈保子
  - 「あの夏が続く空」（作詞・作曲）
- キャデラックスリム
  - 「ムーンライト・ラストナイト」（作詞・作曲）
- キューティー鈴木
  - 「泣かないで」（作詞・作曲）
- 倉沢淳美
  - 「ジャスト・フレンド」（作曲）
- クリスタルキング
  - 「蜃気楼」（作詞）
  - 「センチメンタル」（作詞）
  - 「Carry On」（作詞）
- 黒部幸英
  - 「この雨どんどん強くなれ」（作詞・作曲）
  - 「少しも飲めない君なのに」（作詞・作曲）
- 小林千絵
  - 「潮騒」（作詞・作曲）
  - 「星のピリオド」（作詞・作曲＜天野音彦名義＞）

### さ行
- 斉藤由貴
  - 「フィナーレの風」（作曲）
  - 「感傷ロマンス」（作曲）
- 篠崎正嗣
  - 「SAFTY ZONE」（作曲）
- 志村香
  - 「ブラインド・デート」（作詞・作曲）
  - 「いけないボーイフレンド」（作詞・作曲）
- 下成佐登子
  - 「雪解け」（作詞・作曲）
- 白田あゆみ
  - 「少年のまま」（作詞・作曲＜天野音彦名義＞）

### た行
- 高井麻巳子
  - 「同窓会で…」（作詞＜天野音彦名義＞）
- 高田みづえ
  - 「落ち葉よ風におどれ」（作詞・作曲）
  - 「星の長距離でんわ」（作詞・作曲）
- ダ・カーポ
  - 「不安な夜」（作詞・作曲）
- Char
  - 「NAVY BLUE」（作詞）
  - 「視線」（作詞）
  - 「かげろう」（作詞）
  - 「空模様のかげんが悪くなる前に」（作詞）
  - 「秋風」（作詞）
- ツイスト
  - 「遠景」（作詞）
- 時任三郎
  - 「PLANET」（作詞）

### な行
- 西野妙子
  - 「ホリデイ」（作詞・作曲）
- 西郡葉子
  - 「歌は世につれ」（作詞・作曲）

### は行
- 原真祐美
  - 「恋人なんて」（作詞・作曲）
  - 「忘れないで」（作詞・作曲）
  - 「今夜だけLADY」（作曲）
- Belle
  - 「二人のあしあと」（作詞・作曲）
  - 「ようこそ春」（作詞・作曲）
- 細坪基佳
  - 「愛のナイフ」（作詞）
  - 「風が違う」（作詞）
- 堀川早苗
  - 「青春のフィーリング」（作詞・作曲）
- 堀ちえみ
  - 「愛・だけどロンリネス」（作曲）
  - 「名前を呼んで」（作曲）
  - 「ちえみMy self」（作曲）
  - 「真夏の国」（作詞・作曲）
  - 「夕暮れ気分」（作曲）
  - 「スウィート・ジェラシー」（作詞・作曲）
  - 「ファースト・フィナーレ」（作曲＜天野音彦名義＞）

### ま行
- 前川清
  - 「恋しぐれ」（作詞＜天野音彦名義＞）
  - 「星をかぞえて」（作詞＜天野音彦名義＞）
- 松尾久美子
  - 「思春期エナジー」（作詞・作曲）
- 円広志
  - 「大阪 Broken Heart」（作詞＜天野音彦名義＞）
  - 「びしょぬれ」（作詞＜天野音彦名義／円広志と共作＞）
  - 「君に逢いたい」（作詞＜天野音彦名義＞）
  - 「ONE NIGHT SHOW」（作詞＜天野音彦名義＞）
  - 「夢のプロポーズ」（作詞）
  - 「MUSIC」（作詞）
- 宮田恭男
  - 「笑顔でSide By Side」（作詞・作曲）
- 三田寛子
  - ラストシーン（作詞・作曲＜天野音彦名義＞）
- Melody
  - 「唇がふれあえば」（作詞）
  - 「世界中の微笑み集めてもかなわない」（作詞）
  - 「フラレタ気分」（作詞）
  - 「ねぇ、ダーリン!」（作詞）
  - 「季節だけ変わる」（作詞・作曲）

### や行
- 山口百恵
  - 「東京の空の下あなたは」（作詞・作曲）
- 横山みゆき
  - 「ミストレス-愛人-」（作詞＜諸星冬子と共作＞）
  - 「山茶花」（作詞）
  - 「いまひとたびの」（編曲）
  - 「遠い夏の日」（作曲）
  - 「わがまま」（編曲）
- 吉沢秋絵
  - 「wager」（作曲＜天野音彦名義＞）
  - 「これからの私小説〜be natural」（作曲＜天野音彦名義＞）
- 吉田朋代
  - 「誰にもナイショ」（作詞）
  - 「波打ち際タメイキ」（作詞）
  - 「いつでもガールフレンド」（作詞）
  - 「Tearful Sensasion -悲しいできごと-」（作詞）
  - 「ふりそそぐ光の中で」（作詞）
  - 「シグナル変われば」（作詞）
  - 「LAST MESSAGE」（作詞）
  - 「HEY BOY!」（作詞）
  - 「奇跡がやって来る」（作詞）
  - 「冬が来た!」（作詞）
  - 「OPEN YOUR HEART」（作詞）
  - 「DON'T KISS ME」（作詞）
  - 「恋するシーズン」（作詞）
  - 「トキメキお願い」（作詞）
- レモンパイ
  - 「恋するシーズン」（作詞）
  - 「好き好きニーナ」（作詞）

### アニメソング
- 俺の空
  - 「空を見上げて」（作詞）
- 黄龍の耳
  - 「そっと触れて、もっと自由に」／四條伽那子（久川綾）（作詞）
- 孔雀王
  - 「AME NO UZUME -永遠のダンス」（作詞）
- ドラゴンクエスト
  - 「未来をめざして」／古谷徹（作詞）
  - 「虹のBrand New Day」／勝生真沙子（作詞）

### その他
- 第8回国民文化祭 いわて’93イメージソング
  - 「明日を信じて」（作詞・作曲＜菅原春美と共作＞）
- ポップスステーション（NHK-FM）エンディングテーマ
  - 「消えてゆく風景」（作曲）
- ヤマハポピュラーソングコンテストテーマ曲
  - 「宇宙の子供達」（作詞）
- 横浜ベイスターズ応援歌
  - 「勝利の輝き」（作詞）